# Waldbrunn (Hessen)
Waldbrunn település Németországban, Hessen tartományban. Lakosainak száma 5899 fő (2023. december 31.).

## Népesség
A település népességének változása:
| Lakosok száma | 5774 | 5753 | 5784 | 5877 | 5899 |
|               | 2017 | 2019 | 2021 | 2022 | 2023 |